# Бартош, Петер
Петер Бартош (словац. Peter Bartoš; род. 5 сентября 1973 года, Мартин, Чехословакия) — словацкий хоккеист, играющий на позиции нападающего. Является 5-кратным чемпионом Словакии.

## Карьера
Воспитанник хоккейной школы МХК «Мартин». Выступал за МХК «Мартин», «Дукла» (Тренчин), ХК «Ческе Будеевице», «Кливленд Ламберджекс» (ИХЛ), «Миннесота Уайлд», ХКм «Зволен», ХК «Кошице», КХ «Санок». Сейчас играет в 3-й словацкой лиге за ХК «Бардеёв». Параллельно занимает должность ассистента главного тренера клуба «Дукла» (Михаловаце).
В чемпионатах НХЛ — 13 матчей (4+2). В чемпионатах Словакии — 833 матча, 664 очка (288+376), в плей-офф — 191 матч, 109 очков (47+62). В чемпионатах Чехии/Чехословакии — 280 матчей, 164 очка (86+78), в плей-офф — 14 матчей, 5 очков (3+2).
В составе национальной сборной Словакии провел 92 матча (23 гола); участник чемпионатов мира 1996, 1999, 2000 и 2001 (26 матчей, 3+5), участник Кубка мира 1996 (1 матч).

## Достижения
- Чемпион Словакии (2009, 2010, 2011, 2014, 2015)
- Серебряный призер чемпионата мира (2000) и чемпионатов Словакии (2005, 2008, 2012)
- Бронзовый призёр чемпионата Чехословакии (1993) и чемпионатов Словакии (1994, 2007, 2016)